# Tattby station
Tattby är en järnvägsstation på Saltsjöbanan vid Erstaviksbadet i Nacka kommun.

## Historik
Stationen är från 1913. Ursprungligen låg plattformen och ett stationshus norr om banan, och ett stickspår låg ungefär där dagens plattform söder om banan är. Stationshuset brann ner 1975 och ersattes inte. Godsmagasinet fanns kvar men revs i slutet av 1980-talet. Omkring år 1990 flyttades plattformen till andra sidan banan för att resande till och från skolan inte skulle behöva korsa spåret. Avståndet från station Slussen är 14,4 kilometer.

## Galleri

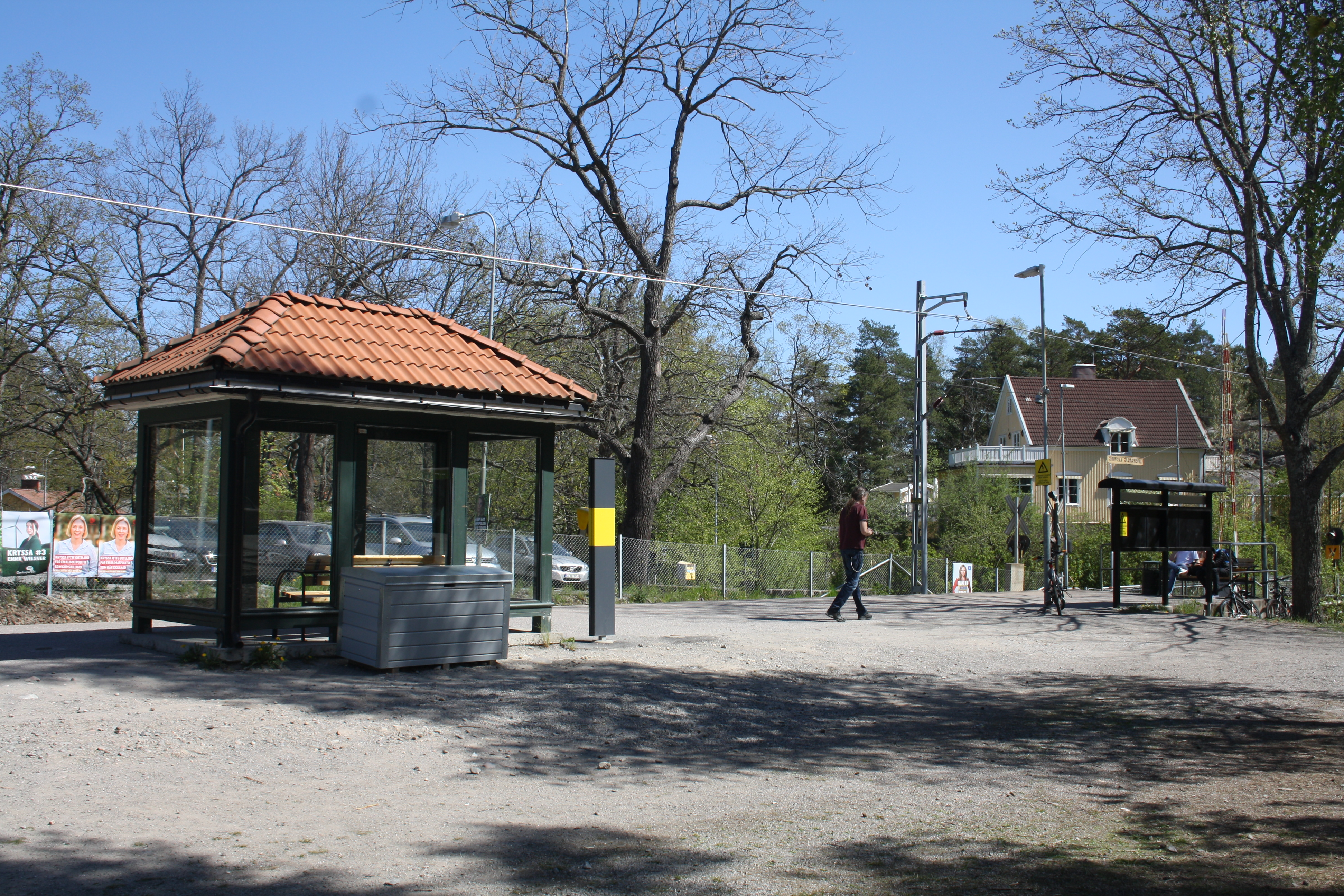
Stationen
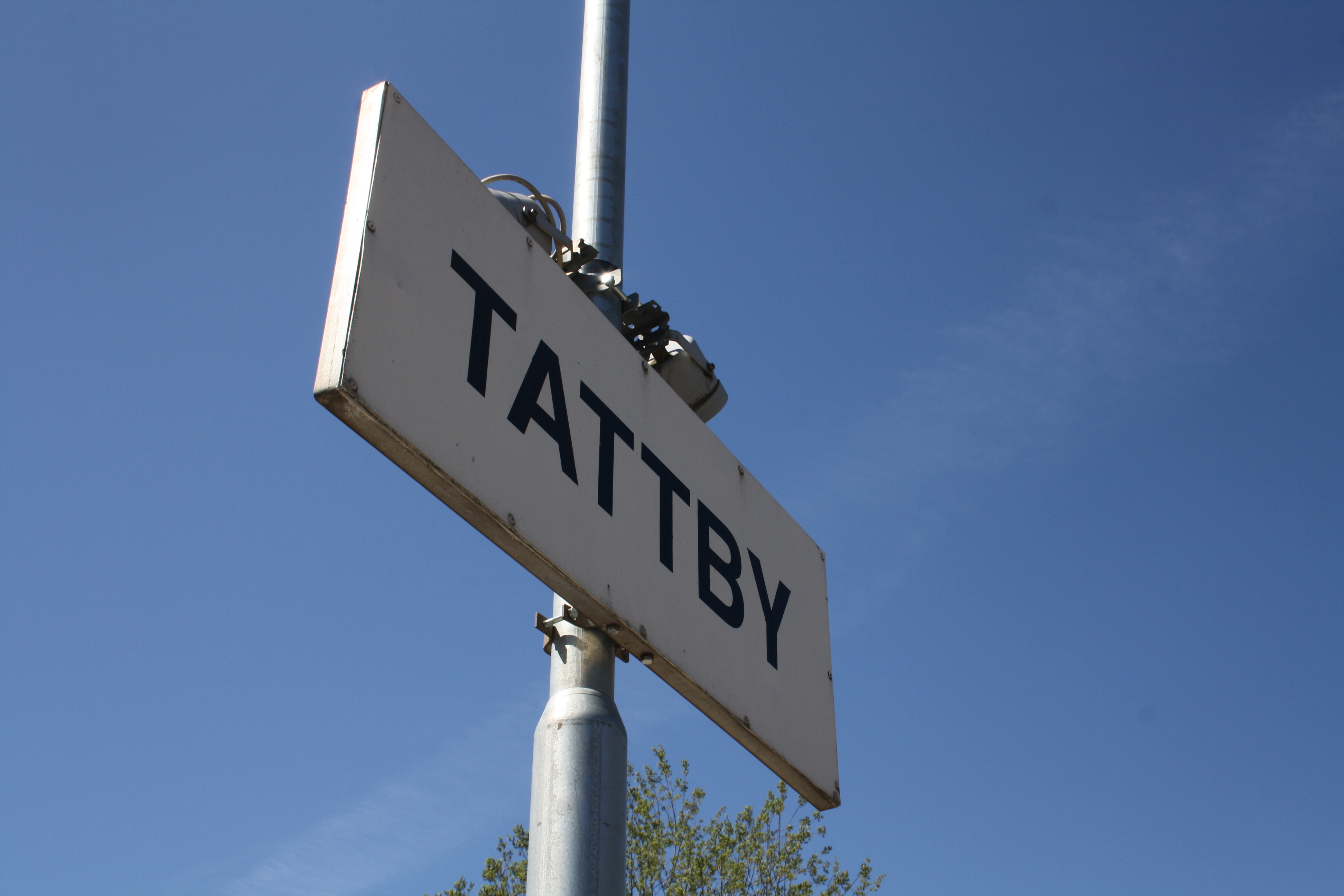
Stationsskylt
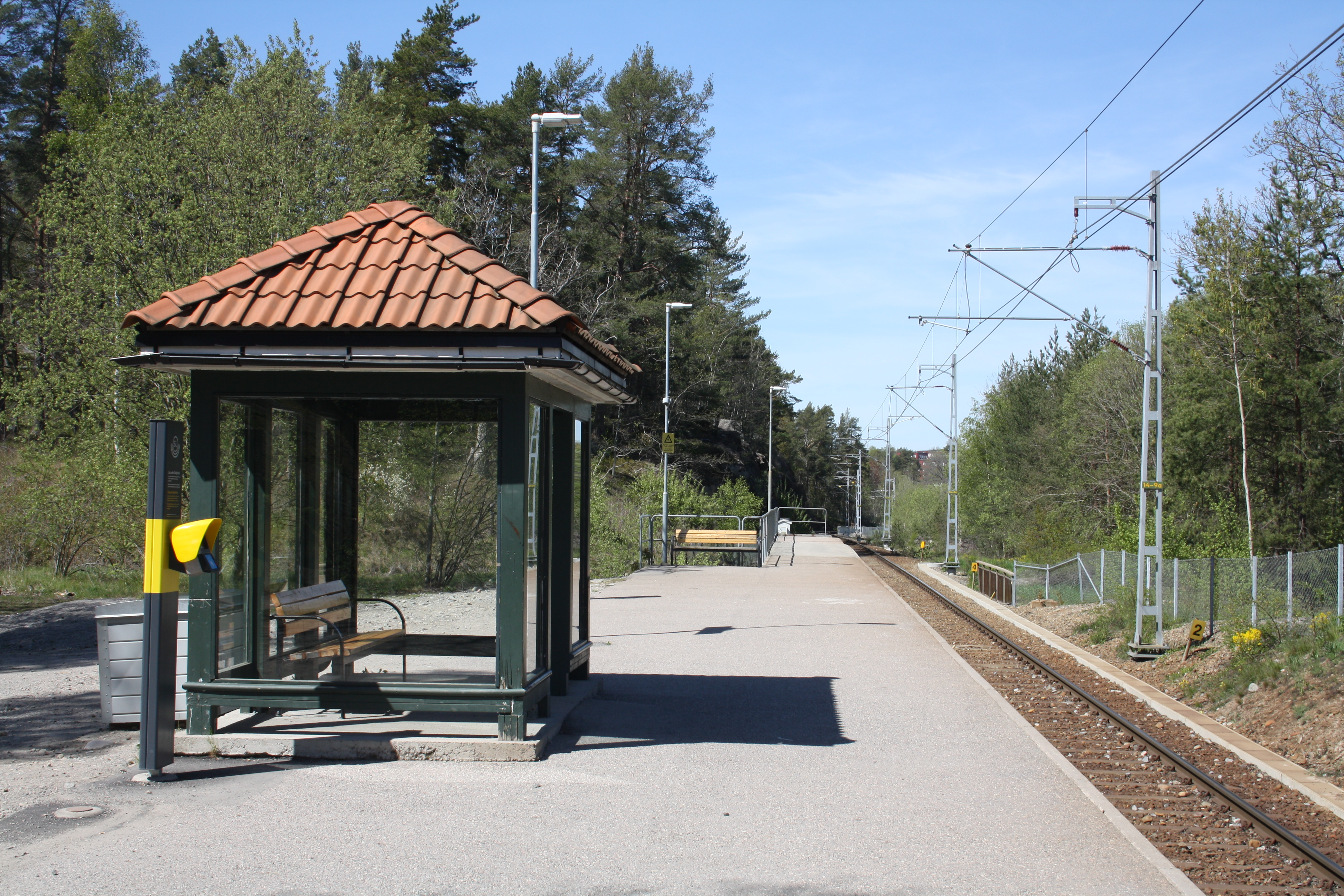
Perrongen